# Baret Yoshida
Baret Yoshida (Estados Unidos, 26 de abril de 1975) é um lutador de artes marciais mistas (MMA) norte-americano. Ele competiu nas divisões peso-galo e peso-pena do MMA.

## Biografia
Yoshida nasceu no Havaí. Ele começou a treinar jiu-jitsu em 1994 na academia de Relson Gracie. Em 1999, Yoshida passou a treinar na academia dos irmãos Inoue, liderada por Egan e Enson Inoue.
Em 2002, Egan Inoue concedeu a faixa-preta de jiu-jitsu brasileiro a Yoshida.
Em 2022, Yoshida foi incluído no Hall da Fama do ADCC como parte da turma inaugural.

## Carreira no grappling profissional
Yoshida ganhou reconhecimento ao participar do Campeonato de Submission do ADCC de 2001, onde chegou à final, embora tenha sido derrotado.
Em 6 de agosto de 2021, Yoshida finalizou Jeff Nolasco com um estrangulamento crucifixo no evento Fight 2 Win 180.
No dia 10 de setembro de 2021, retornou ao evento Fight 2 Win 183 para disputar o cinturão da categoria pena com quimono. Ele finalizou Bernardo Pitel com um estrangulamento anaconda e conquistou o título.
Yoshida defendeu o título no evento Subversiv 6, promoção irmã da Fight 2 Win, em 16 de outubro de 2021. Ele derrotou Takahito Yoshioka por decisão e manteve o cinturão.
Em 7 de janeiro de 2023, Yoshida finalizou Garry Nakamura no evento principal do Fight 2 Win 216.
No dia 26 de janeiro de 2024, Yoshida enfrentou Kim Terra no evento principal do Fight 2 Win 244, vencendo por decisão.
Em 30 de março de 2024, Yoshida se tornou o primeiro integrante do Hall da Fama do ADCC a competir nas seletivas do ADCC, registrando uma vitória e uma derrota na divisão de 66 kg das seletivas da Costa Leste da América do Norte.
Yoshida então enfrentou Rick Marshall no evento principal do Fight 2 Win 255, em 12 de julho de 2024, vencendo por decisão.
Yoshida finalizou AJ Mendoza no evento Submission Battleground 2, em 1º de fevereiro de 2025.
Atualmente, Yoshida atua como treinador na academia Training Center, em San Diego, Califórnia, junto ao ex-lutador do UFC Chris Leben.

## Mixed martial arts record
| Cartel no MMA   |            |            |
| 13 lutas        | 6 vitórias | 6 derrotas |
| Por nocaute     | 0          | 4          |
| Por finalização | 5          | 0          |
| Por decisão     | 1          | 2          |
| Empates         | 1          | 1          |

## Cartel no MMA
| Res.    | Cartel | Oponente         | Método                           | Evento                              | Data                   | Round | Tempo | Local                             | Notas |
| ------- | ------ | ---------------- | -------------------------------- | ----------------------------------- | ---------------------- | ----- | ----- | --------------------------------- | ----- |
| Vitória | 6–6–1  | Jamie Shaffer    | Finalização (mata-leão)          | NFC: Native Fighting Championship 5 | 2010 de maio de 29     | 1     | 1:52  | Campo, Califórnia, Estados Unidos |       |
| Derrota | 5–6–1  | Hatsu Hioki      | Nocaute técnico (socos)          | Shooto: Back To Our Roots 8         | 2008 de março de 28    | 1     | 4:51  | Tóquio, Japão                     |       |
| Derrota | 5–5–1  | Yoshiro Maeda    | Nocaute (socos)                  | Pancrase: Hybrid 10                 | 2003 de novembro de 30 | 1     | 1:29  | Tóquio, Japão                     |       |
| Derrota | 5–4–1  | Jeff Curran      | Nocaute (soco)                   | UCC Hawaii: Eruption in Hawaii      | 2002 de setembro de 17 | 2     | 2:08  | Honolulu, Havaí, Estados Unidos   |       |
| Vitória | 5–3–1  | Jason Bress      | Finalização (mata-leão)          | SB 25: SuperBrawl 25                | 2002 de julho de 13    | 1     | 3:16  | Honolulu, Havaí, Estados Unidos   |       |
| Empate  | 4–3–1  | Hiroyuki Abe     | Empate                           | Shooto: Treasure Hunt 5             | 2002 de março de 15    | 3     | 5:00  | Tóquio, Japão                     |       |
| Vitória | 4–3    | Caleb Mitchell   | Finalização técnica (guilhotina) | Shogun 1: Shogun 1                  | 2001 de dezembro de 15 | 1     | 1:53  | Honolulu, Havaí, Estados Unidos   |       |
| Derrota | 3–3    | Katsuya Toida    | Decisão (majoritária)            | Shooto: To The Top 6                | 2001 de julho de 6     | 3     | 5:00  | Tóquio, Japão                     |       |
| Derrota | 3–2    | Tetsuo Katsuta   | Decisão (unânime)                | Shooto: To The Top 1                | 2001 de janeiro de 19  | 3     | 5:00  | Tóquio, Japão                     |       |
| Vitória | 3–1    | Mamoru Okochi    | Decisão (majoritária)            | Shooto: R.E.A.D. 10                 | 2000 de setembro de 15 | 3     | 5:00  | Tóquio, Japão                     |       |
| Vitória | 2–1    | Masahiro Oishi   | Finalização (mata-leão)          | Shooto: R.E.A.D. 5                  | 2000 de maio de 22     | 2     | 1:48  | Tóquio, Japão                     |       |
| Derrota | 1–1    | Mamoru Yamaguchi | Nocaute técnico (socos)          | SB 15: SuperBrawl 15                | 1999 de dezembro de 7  | 3     | 1:18  | Honolulu, Havaí, Estados Unidos   |       |
| Vitória | 1–0    | Ryan Cabrera     | Finalização (mata-leão)          | SB 14: SuperBrawl 14                | 1999 de novembro de 5  | 1     | 1:50  | Guam                              |       |